# أبو طاهر السلفي
أبُو طاهِر صدرُ الدِّين أحمد بن مُحمَّد بن سِلَفة الأصْبَهانيُّ (478 - 576هـ / 1085 - 1180م) هو محدث من أهل أصبهان. هو المعرُوف اختصارًا باسم أبو طاهر السِّلَفي، وشهرتهُ الحافِظ السِّلفي.
رحل في طلب الحديث، وكتب تعاليق وأمالي كثيرة، وبنى له الأمير وزير الظافر العبيدي مدرسة في الإسكندرية، سنة 546 هـ، فأقام إلى أن توفي فيها.

## آثاره
من آثاره «معجم مشيخة أصبهان» و«معجم شيوخ بغداد» و«معجم السفر». وقد ألف محمد محمود زيتون كتاب «الحافظ السلفي أشهر علماء الزمان» في سيرته.